# Михаил и Константин
Михаил и Константин (на гръцки: Μιχαήλ και Κωνσταντίνος) са двама зографи, работили в Албания в XVII век.

## Биография
Михаил и Константин изписват в 1603/1604 година католикона на манастира „Успение Богородично“ в планината Дивровуни край село Диври, Албания. Стенописите им в наоса са в лошо състояние, но са почти изцяло запазени. Ктиторският надпис обаче с имената им е унищожен.
В литературата различни изследователи изказват предположения, че Михаил и Константин са автори на стенописите в някои от църквите в Несебър, България. Според Маргарита Куюмджиева по-внимателно изследване на несебърските стенописи показва, че по-вероятно те не са дело на едни и същи зографи, но съществуват много сходства, които говорят за принадлежност към обща зографска традиция.